# Georgia Hale
Georgia Hale (Saint Joseph, 24 giugno 1905 – Hollywood, 7 giugno 1985) è stata un'attrice del cinema muto statunitense.

## Biografia
Georgia Hale cominciò a recitare nei primi anni venti con qualche apparizione in film di secondo livello. La consacrazione arrivò col film The Salvation Hunters (1924), diretto da Josef von Sternberg. Quando Charlie Chaplin vide il film ne rimase molto colpito e scritturò Georgia Hale nella sua nuova fatica cinematografica, La febbre dell'oro, uscito nelle sale nel 1925.
La febbre dell'oro fece di Georgia Hale una star. Grazie alla sua eccellente performance poté essere scritturata dalla Paramount che le offrì discreti ruoli da protagonista. La transizione al cinema sonoro fu però rovinosa per la Hale, come per moltissime altre attrici la cui voce non si adattava alla recitazione vocale. Lasciò infatti il cinema ancora molto giovane, nel 1929.
Nel 1930 Chaplin le offrì un provino per sostituire Virginia Cherrill nel ruolo della fioraia cieca in Luci della città. Tuttavia Chaplin scritturò nuovamente la Cherrill e il nome della Hale ricadde nel dimenticatoio, stavolta per sempre. Fu tuttavia sempre molto vicina a Chaplin, con il quale pare ebbe una relazione sentimentale dal 1926 al 1931.
Negli anni successivi si guadagnò da vivere come insegnante di danza e diventò successivamente piuttosto ricca grazie a delle tenute nel sud della California. La sua autobiografia è un omaggio al grande regista del muto e s'intitola Charlie Chaplin: intimate close-ups, pubblicata nel 1984, l'anno prima della sua morte.
Testimoniò calorosamente il suo rapporto e il suo eterno amore per Chaplin (tanto che sembra non si sposò mai proprio per questo motivo) sia nel libro che nel documentario del 1982 Chaplin sconosciuto.

## Filmografia parziale
- The Salvation Hunters, regia di Josef Von Sternberg (1925)
- La febbre dell'oro (The Gold Rush), regia di Charlie Chaplin (1925)
- The Great Gatsby, regia di Herbert Brenon (1926)
- Man of the Forest, regia di John Waters (1926)
- Rocce infernali (Hills of Peril), regia di Lambert Hillyer (1927)
- Una donna contro il mondo (A Woman Against the World), regia di George Archainbaud (1928)